# علی لطفی
علی لطفی کارگردان، تهیه‌کننده و انیماتور ایرانی است؛ او تاکنون موفق به کسب جایزه در جشنواره‌های مختلف شده‌است.

## زندگی و حرفه
علی لطفی متولد اصفهان تحصیل کرده در رشته مهندسی کامپیوتر فعالیت هنری خود را از سال 82 با تولید فیلم و تیزر در تلویزیون شروع کرد و پس از آن با تولید آثار زیادی از جمله انیمیشن سیب سرخ، نقطه نهایی و سرزمین خواب که موفق به دریافت جوایز زیادی از جمله جشنواره فجر سی ام و جشنواره کودک و نوجوان شد،به عنوان یکی از تولید کنندگان مطرح انیمیشن ایرانی شناخته شد.
این هنرمند، انیمیشن سیب سرخ را در سال 85 با تکنیک فنی و هنری بالا در ایران تولید کرد که در این اثر برای اولین بار بسیاری از تکنیک‌های حرفه‌ای نورپردازی، تکسچرینگ، لباس و موی داینامیک به کار رفته بود.
او پس از سه سال موفق به تولید یکی از اولین انیمیشن‌های سینمایی 35 م.م در ایران به نام سرزمین خواب شد.

## فیلم‌شناسی
کارگردان
سرزمین خواب، سیب سرخ، نقطه نهایی، ماجرای دامون، اف ال ایکس، پردیس، توکاریل ،مترو، داش فری
تهیه کننده
سیب سرخ، نقطه نهایی، ماجرای دامون ،اف ال ایکس، پردیس، شهر کفش‌ها، داش فری
نویسنده
سیب سرخ، نقطه نهایی
مدیر فنی
سیب سرخ، نقطه نهایی، ماجرای دامون اف ال ایکس، پردیس، شهر کفش‌ها، داش فری
مدیر تولید
سیب سرخ، نقطه نهایی، ماجرای دامون، اف ال ایکس، پردیس، توکاریل ،مترو، داش فری 
نور پردازی
سرزمین خواب، سیب سرخ، نقطه نهایی
انیماتور
سیب سرخ، نقطه نهایی ،سرزمین خواب
تدوین
نقطه نهایی
جلوه های ویژه
اسرار تاریکی، نقطه نهایی ،

## جوایز و افتخارات
برخی از جوایز:
افتتاحیه جشنواره فجر 90 دریافت جایزه به خاطر تولید انیمیشن سینمایی در ایران برای فیلم سرزمین خواب
جشنواره فجر 90 اختتامیه اصفهان دریافت جایزه انیمیشن سینمایی سرزمین خواب
جشنواره فجر بیست و هفتم حضور با فیلم سیب سرخ
جشنواره کودک و نوجوان 90 حضور در بخش بین‌الملل با سینمایی سرزمین خواب
جشنواره کودک و نوجوان 87 دریافت جایزه برای فیلم سیب سرخ
جشنواره رویش 87 دریافت جایزه بهترین انیمیشن برای فیلم نقطه نهایی
جشنواره رویش 87 دریافت جایزه کارشناسان دینی برای فیلم نقطه نهایی
جشنواره جم 87 بهترین انیمیشن نقطه نهایی
جشنواره هنر مقاومت رتبه دوم برای نقطه نهایی
جشنواره دانشجویی رتبه دوم برای نقطه نهایی
جشنواره نوآوری جایزه اول برای سیب سرخ
جشنواره نوآوری و شکوفایی اصفهان جایزه برای استودیو پویانما پرداز